# Mike Hammer investigatore privato
Mike Hammer investigatore privato (Mike Hammer) è una serie televisiva statunitense in 46 episodi trasmessi per la prima volta nel corso di 3 stagioni dal 1984 al 1987. La serie è conosciuta anche con i titoli The New Mike Hammer (titolo della terza stagione) e Mickey Spillane's Mike Hammer (titolo completo delle prime due stagioni).
È una serie del genere giallo ambientata a New York e incentrata sulle vicende dell'investigatore privato Mike Hammer, personaggio letterario creato da Mickey Spillane, qui interpretato da Stacy Keach.

## Trama
La serie segue le avventure di Mike Hammer, l'investigatore privato creato dal romanziere Mickey Spillane, mentre indaga per risolvere casi criminali, prevalentemente omicidi. Un motivo ricorrente dello spettacolo si concentra sull'omicidio di qualche persona vicina al protagonista, con la conseguente ricerca di vendetta da parte di Hammer.
Rispetto alla versione letteraria, il personaggio di Hammer è meno "duro" e più sensibile, con una certa dose anche di umorismo. Come il suo predecessore degli anni '50, Mike Hammer di Keach non ha comunque mai evitato la violenza. Che fosse con i pugni o con la sua fidata "Betsy", una pistola semi-automatica Colt Modello 1911A1 .45 ACP, che era sempre nascosta all'interno di una fondina di pelle indossata sotto la giacca, Hammer non rinuncerebbe mai ad eliminare un criminale. 
La serie, pur ambientata negli anni 80, ricalca gli stereotipi dei film noir degli anni 40, quali voce del protagonista fuori campo che narra le vicende, egli stesso vestito con impermeabile e cappello fedora ecc. Mike Hammer inoltre era poco interessato al Politically Correct. Esempi di ciò includono l'utilizzo di Hammer delle sigarette in contrasto con il crescente disprezzo sociale per il fumo e l'incapacità del detective di comprendere le tendenze giovanili del decennio. 
Una caratteristica importante della maggior parte degli episodi era l'inclusione di un certo numero di personaggi femminili (noti come "Hammer-ettes") che scambiavano frasi provocatorie a doppio senso con Hammer mentre indossavano abiti molto scollati e reggiseni push-up che enfatizzavano la loro ampia scollatura. Hammer finiva regolarmente a letto con i personaggi femminili dello spettacolo, che non mancavano mai di "sciogliersi" una volta che avevano puntato gli occhi sul fascinoso detective. Gli autori dello spettacolo utilizzarono questo elemento di epoche passate come uno spunto comico.
Elemento caratteristico è anche la colonna sonora della serie. La sigla di testa, in particolare, è il brano "Harlem Nocturne" di Earle Hagen, in una versione con Bud Shank al sassofono contralto, una canzone jazz con un sassofono profondamente malinconico che ricorda l'atmosfera "noir" dei vecchi film polizieschi. 

## Personaggi e interpreti
- Mike Hammer, interpretato da Stacy Keach.
- Velda, interpretata da Lindsay Bloom è la segretaria di Hammer.
- Capitano Pat Chambers, interpretato da Don Stroud.
- Lawrence D. Barrington, interpretato da Kent Williams.
- The Face, interpretata da Donna Denton.
- Jenny, interpretato da Lee Benton.
- Ozzie, interpretato da Danny Goldman.
- Moochie, interpretato da Ben Powers.

### Altri interpreti e guest star
Eddie Egan (7), Robert Miranda (6), Eddie Barth (6), Sydney Lassick (5), Tammy Brewer (5), James Carroll Jordan (4), Christie Claridge (4), Allan Graf (4), Joseph DiSante (4), Tina Staley (4), Sharan Lea (4), Marilyn Staley (4), Gail Ramsey (3), Joyce Brothers (3), Leigh Lombardi (3), Dawn Mangrum (3), Laurence Grant (3), Shari Shattuck (3), Paul Petersen (3), Pamela West (3), Barbara Edwards (3), Reid Smith (3), Gary Watkins (3), Lynn Herring (3), Frank Arno (3), Karen Lorre (3), Colleen Morris (3), Dallas Cole (3), Barbara Stock (2), Leslie Wing (2), Amanda Horan Kennedy (2), Susan Walden (2), Brett Halsey (2), Michael Delano (2), Anthony De Longis (2), Jenilee Harrison (2), David Winn (2), Tim Rossovich (2), Dennis Cole (2), Greta Blackburn (2), Jeff Conaway (2), Stuart Pankin (2), Claudia Christian (2), Frank Ashmore (2), Timothy Carey (2), Jeannie Marie Austin (2), George Benson (2), Charles W. Young (2), Jeff Reese (2), Severn Darden (2), Cynthia Cypert (2), Josie Over (2), Mindi Iden (2), Wilfredo Hernández (2), Michael MacRae (2), Mello Alexandria (2), Joan Chen (2), Anthony Ellis (2), Dorlie Fong (2), Penny Baker (2), Kelly Andrus (2), Pete Leal (2), Teri Ann Linn (2), Dona Speir (2), Rhonda Shear (2), Susanne Ashley (2), Adrianne Sachs (2), Teri Marlo (2), Steven Keats (2), Henry Bal (2), Linda Leilani Brown (2), Suzanne von Schaack (2), Larry Marko (2), Ernie Sabella (2), Professor Toru Tanaka (2), Kathy Chaffin (2), Larry Dilg (2), Winnie Gardner (2), Dana Halsted (2), Nathan Jung (2), Leslie Bevis (2), Ava Cadell (2), Zetta Whitlow (2), Julie Rhodes (2), Anita Merritt (2), Nigel Bullard (2), Nick Dimitri (2), Trisha Long (2), Mary Ann Pascal (2), Leslie Harter (2),

## Produzione
La serie fu prodotta da Jon C. Andersen, B.W. Sandefur, Ed Scharlach e Christopher N. Seiter per la Columbia Pictures Television e girata a New York e nei Warner Brothers Burbank Studios a Burbank, in California.
La produzione dello show fu interrotta nel dicembre 1984 quando Stacy Keach fu condannato a nove mesi di prigione per traffico di droga. Keach fu arrestato con la sua segretaria Deborah Steele il 4 aprile all'aeroporto di Heathrow a Londra per aver contrabbandato 36 grammi di cocaina. La sua pena detentiva colse di sorpresa i produttori dello show poiché la seconda stagione aveva ancora otto episodi non realizzati che non potevano essere girati con Keach in prigione. CBS e Columbia Pictures TV pagarono il resto del cast per metà di quegli episodi.  
Keach fu rilasciato dopo sei mesi per buona condotta e ricominciò a lavorare per far rivivere il franchise di Mike Hammer. Un anno dopo, l'attore tornò al suo ruolo di Hammer nel film per la TV The Return of Mickey Spillane's Mike Hammer, trasmesso il 18 aprile 1986. Grazie all'accoglienza positiva del film, la serie continuò, ma questa volta con il titolo The New Mike Hammer. Nella nuova serie diversi personaggi ricorrenti erano assenti e gli elementi precedentemente criticati come sessisti furono minimizzati nel tentativo di catturare un pubblico più ampio, tuttavia, la nuova visione del personaggio si rivelò meno attraente per i fan della serie originale e così The New Mike Hammer fu cancellato dopo una stagione.

### Registi
Tra i registi sono accreditati:
- Ray Danton in 5 episodi (1984-1989)
- Michael Preece in 5 episodi (1984)
- James Frawley in 4 episodi (1984)
- Bruce Kessler in 3 episodi (1986)
- Jon C. Andersen in 2 episodi (1984-1987)
- Russ Mayberry in 2 episodi (1984)
- Leo Penn in 2 episodi (1984)
- Don Weis in 2 episodi (1986)
- David Jackson in 2 episodi (1987)
- Bernard L. Kowalski in un episodio (1984)
- Paul Krasny in un episodio (1984)
- Arnold Laven in un episodio (1984)
- Christian I. Nyby II in un episodio (1984)
- John Patterson in un episodio (1984)
- Paul Stanley in un episodio (1984)
- Cliff Bole in un episodio (1985)
- Sutton Roley in un episodio (1985)
- Sigmund Neufeld Jr. in un episodio (1986)
- Frank Beascoechea in un episodio (1987)
- Charles Braverman in un episodio (1987)
- David Hemmings in un episodio (1987)
- John Herzfeld in un episodio (1987)
- Stacy Keach in un episodio (1987)
- Ted Lange in un episodio (1987)
- Paul Lynch in un episodio (1987)
- Thomas J. Wright in un episodio (1987)

## Distribuzione
La serie fu trasmessa negli Stati Uniti dal 28 gennaio 1984 al 13 maggio 1987 sulla rete televisiva CBS. In Italia è stata trasmessa prima su Rete 4 e Italia 1 dal 1985 e poi in replica su LA7 dal 2009.
Altre distribuzioni:
- nel Regno Unito il 13 febbraio 1984
- in Svezia il 29 settembre 1984
- nei Paesi Bassi il 3 gennaio 1985
- in Francia il 29 novembre 1985
- in Italia (Mike Hammer investigatore privato)

## Episodi
La serie era composta da 46 episodi da un'ora, un episodio pilota in due parti (More Than Murder del 1984) e tre film per la TV: Murder Me, Murder You (1983), The Return of Mickey Spillane's Mike Hammer (1986) e Mike Hammer: Murder Takes All (1989). Murder Me, Murder You era stato inizialmente concepito come un film per la TV a sé stante, ma alla fine è diventato un episodio pilota secondario per la serie quando è stato accolto positivamente dal pubblico.
| Stagione         | Episodi | Prima TV USA | Prima TV Italia |
| ---------------- | ------- | ------------ | --------------- |
| Prima stagione   | 10      | 1984         |                 |
| Seconda stagione | 14      | 1984-1985    |                 |
| Terza stagione   | 22      | 1986-1987    |                 |